# Hatun
Hatun (mongolsko ᠬᠠᠲᠤᠨ, hatun ali хатан, hatan, perzijsko  perzijsko خاتون‎‎, hātūn urdu, خاتون‎, hātūn, mn. خواتين, havātīn, turško hatun) je bil ženski plemiški naslov, dvojnik naslova kan ali kagan. Uporabljal se je predvsem v Turškem kaganatu in kasneje v Mongolskem cesarstvu. Naslov  je približno enakovreden naslovu kraljica ali cesarica.

## Zgodovina
Pred prihodom islama v Srednjo Azijo je bil hatun naslov kraljice Buhare. Po Enciklopediji islama je izraz hatun  sogdijskega izvora.  Z njim so prvotno naslavljali   žene in ženske sorodnice Tučueha in kasnejših turških vladarjev.
Da je naslov qatun, s katerim so Gokturki naslavljali kaganovo ženo, sposojen iz sogdijskega xwāten - vladarjeva žena, je ugotovil profesor Peter Benjamin Golden. Njegovo trditev je potrdil britanski orientalist Gerard Clauson.

## Sodobna raba
V turškem jeziku je izraz hatun enakovreden izrazu ženska. Isto izvor in pomen ina izraz kadın. 
V urdujščini se izraz khatun nanaša na katero koli žensko. Uporablja se tudi beseda khanum, ki je ženska dvojnica naslova khan (kan).